# Karel Jansen

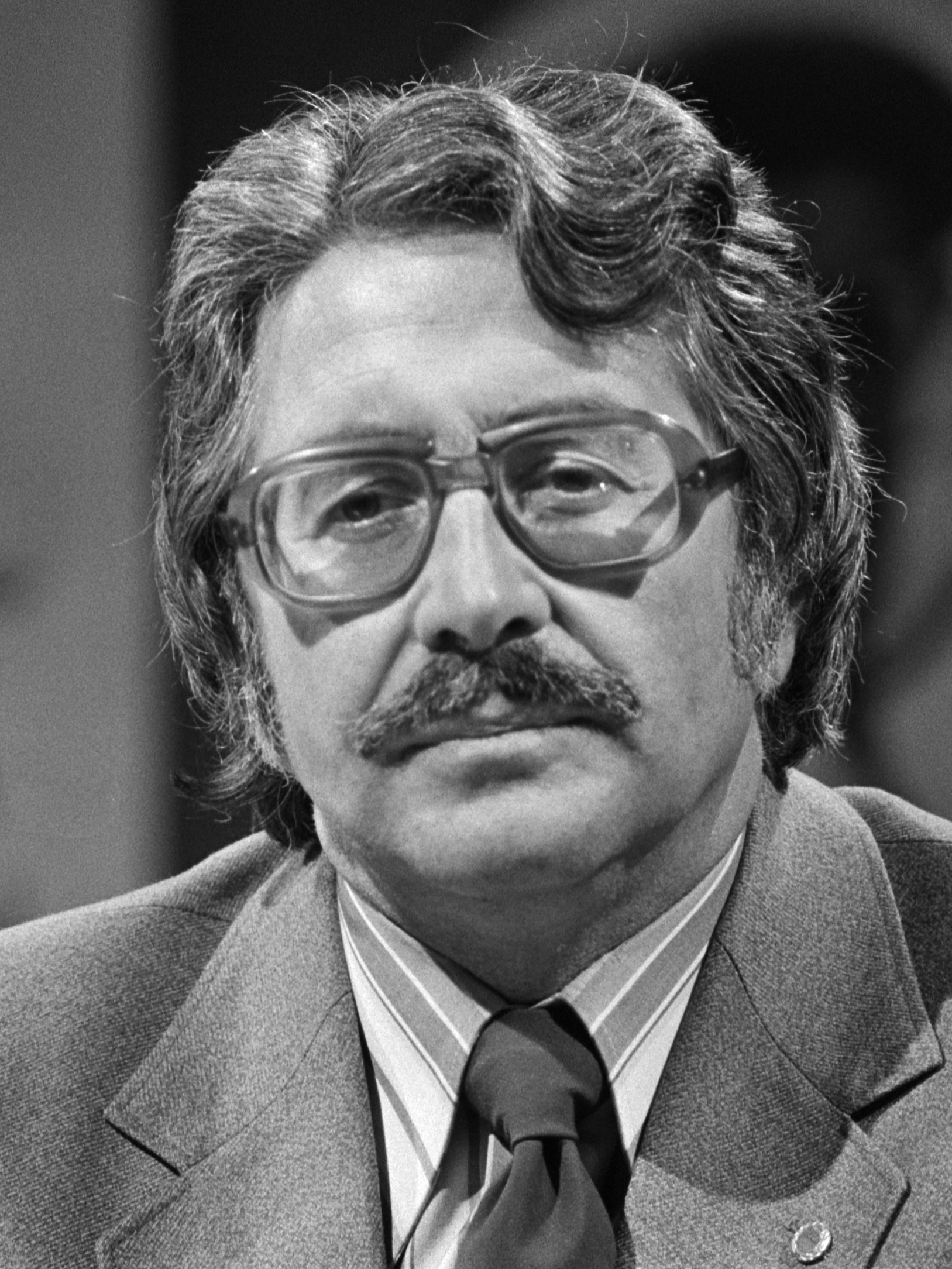
Karel Jansen (VVCS)
op 6 november 1975

Karel Jansen sr. (Den Haag, 22 oktober 1925 – aldaar, 8 januari 2008) was een Nederlandse voetballer en voetbalbestuurder, onder meer van de door hem opgerichte voetbalspelersvakbond VVCS.

## Levensloop
Van 1949 tot 1959 speelde hij ruim 300 wedstrijden bij ADO Den Haag. Verder speelde hij bij DHC Delft en Scheveningen Holland Sport. Hij haalde drie keer de voorselectie van het Nederlands elftal. 
Nadat hij met voetballen was gestopt, vervulde hij allerlei bestuursfuncties op voetbalgebied. Zo richtte hij in 1961 de voetbalvakbond Vereniging van Contractspelers (VVCS) op, om zodoende de destijds matige rechtspositie van voetballers te proberen te verbeteren. De eerste zaken waar de VVCS zich mee bezighield, waren het transfersysteem, een goede verzekering voor voetballers en de afschaffing van de verplichte contributie die profvoetballers aan hun voetbalclub moesten betalen. 
Voorts was hij onder meer betrokken bij de oprichting van de internationale voetbalspelersvakbond Fédération International de Footballeurs Professionels (FIFPro) in 1965 en zat hij tot 1995 in het bestuur van de profsectie van de KNVB, alwaar hij met technische zaken was belast.
Met Rob Jansen leidde hij het voetbalmakelaarsbureau Sport-Promotion.
Na langere tijd ziek te zijn geweest, overleed Karel Jansen op 82-jarige leeftijd. De uitvaartdienst werd op 15 januari 2008 in het ADO Den Haag Stadion gehouden. Daarna werd hij in besloten kring begraven.

## Onderscheidingen
- Bondsridder van de KNVB
- Erelid van de VVCS
- Lid van verdienste van ADO Den Haag
- Ridder in de Orde van Oranje-Nassau